# BNP Paribas Open 2013
Die BNP Paribas Open 2013 waren ein Tennisturnier der WTA Tour 2013 für Damen und ein Tennisturnier der ATP World Tour 2013 für Herren in Indian Wells, welche zeitgleich vom 6. bis zum 17. März 2013 in Indian Wells, Kalifornien stattfanden.
Titelverteidiger im Einzel war Roger Federer bei den Herren sowie Wiktoryja Asaranka bei den Damen. Im Herrendoppel die Paarung Marc López und Rafael Nadal, im Damendoppel die Paarung Liezel Huber und Lisa Raymond die Titelverteidiger.

## Herrenturnier
→ Hauptartikel: BNP Paribas Open 2013/Herren
→ Qualifikation: BNP Paribas Open 2013/Herren/Qualifikation

## Damenturnier
→ Hauptartikel: BNP Paribas Open 2013/Damen
→ Qualifikation: BNP Paribas Open 2013/Damen/Qualifikation